# Gadi Lehavi

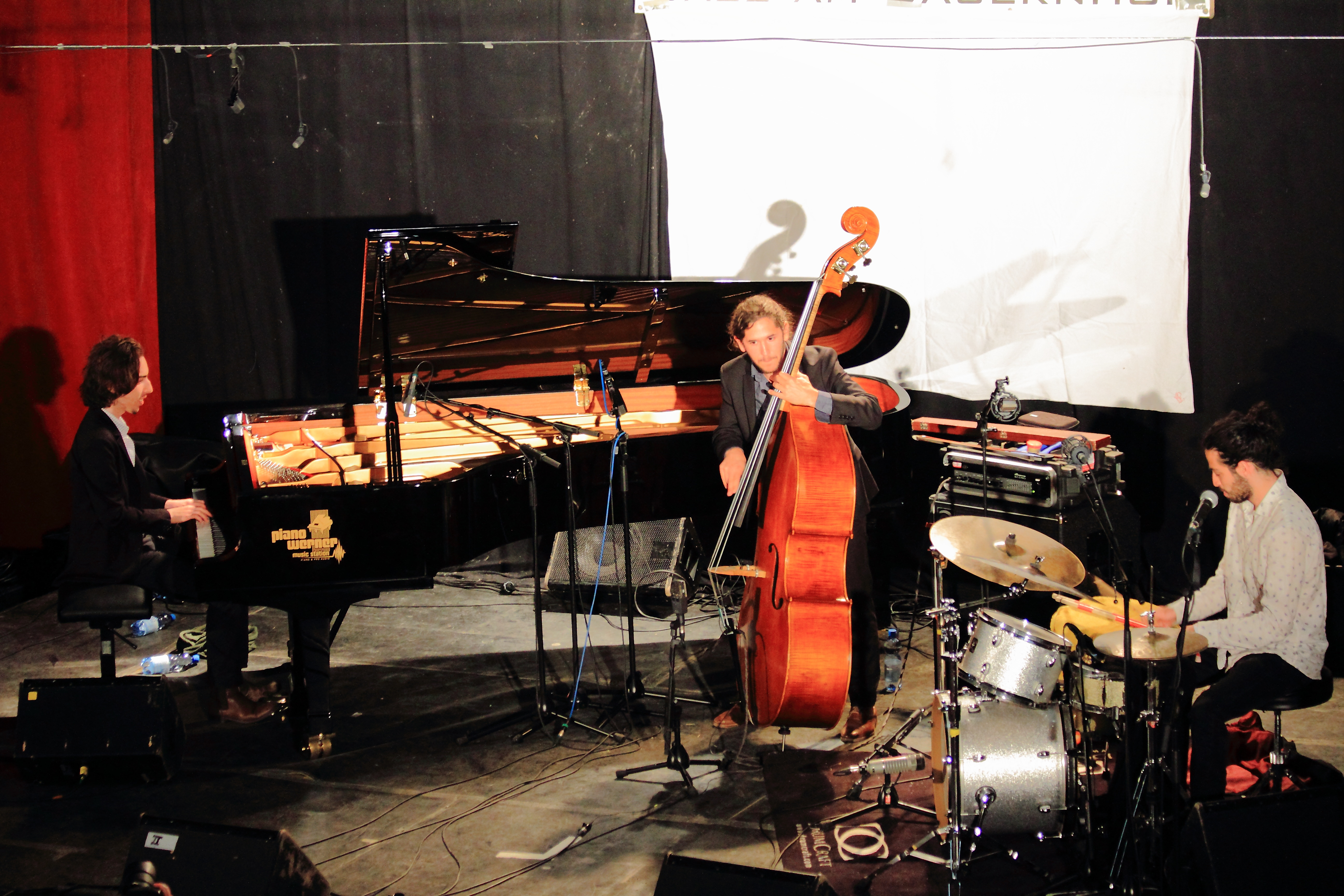
Das Gadi Lehavi Trio (mit Tal Mashich, Kontrabass und Shachar Elnatan, Schlagzeug) beim INNtöne Jazzfestival, Österreich 2016

Gadi Lehavi (* 29. April 1996) ist ein israelischer Jazzpianist.
Lehavi, der als musikalisches Wunderkind gilt,  besuchte in Israel mit elf Jahren die Rimon Schule für Jazz & Zeitgenössische Musik, wo er Unterricht bei Rami Levin und Avi Adrian hatte; außerdem studierte er klassisches Piano bei Michal Tal und Jonathan Zack an der Buchmann-Mehta Musikschule. 2008 trat er in Eilat auf dem Red Sea Jazz Festival auf. Im folgenden Jahr absolvierte er das Sommer-Programm der Berklee College of Music in Boston; bei einem anschließenden New-York-Aufenthalt wurde er von Ravi Coltrane zu Auftritten im Village Vanguard und Birdland eingeladen. Mit 13 Jahren spielte er mit Dave Liebman live in Den Haag den Standard Autumn Leaves. In den folgenden Jahren spielte Lehavi u. a. auf internationalen Jazzfestivals wie beim Kaunas Jazz Festival und dem Kaliningrad City Jazz Festival. Er trat mit Chick Corea, Bobby McFerrin, Ron Carter, Phil Wilson, Kurt Rosenwinkel und Eddie Gomez auf. 2012 spielte er im Trio des Saxophonisten Eli Degibri, an dessen Album Twelve er mitwirkte.
Lehavis Spiel ist von Keith Jarrett, Chick Corea und Herbie Hancock beeinflusst.

## Diskographische Hinweise
- Eli Degibri: Cliff Hangin’ (2015)
- Shachar Elnatan: One World (Razdaz Recordz, 2016)
- Or Bareket: OB1 (Fresh Sound New Talent, 2017)